# Drosophila propiofacies
Drosophila propiofacies är en tvåvingeart som beskrevs av Elmo Hardy 1965. Drosophila propiofacies ingår i släktet Drosophila och familjen daggflugor.
Artens utbredningsområde är Hawaii.